# Étienne Dupuis
Pour les articles homonymes, voir Dupuis (homonymie).
Étienne Dupuis, né le 18 mai 1979 à Montréal, est un chanteur lyrique baryton québécois qui se produit sur les scènes lyriques internationales.

## Biographie et carrière

### Débuts
Étienne Dupuis est né à Repentigny près de Montréal en 1979. Il commence par étudier le piano jazz avant de se consacrer au chant. Il étudie à l’Université McGill puis rejoint l’Atelier Lyrique de l’opéra de Montréal en 2002 où il reste jusqu'en 2005.
En 2005 et 2006, il fait ses débuts sur les scènes lyriques du Quebec, dans le rôle d’Escamillo et du Dancaïre dans Carmen, ainsi que dans celui de Peter dans Hänsel et Gretel. Il se produit à l’Opéra de Vancouver et à l’Opéra de Québec où il chante selon le critique de ResMusica, « un superbe Marcello, vocalement et scéniquement très à l’aise » dans La Bohème. Il multiplie les petits rôles, essentiellement à Montréal et dans des répertoires variés, comme celui du notaire dans Don Pasquale à l'opéra de Montréal, dans Enée, du Dido and Aeneas de Purcell. Il chante la partie du baryton au festival de Lanaudière de l'été 2006, dans la Messe en ut majeur, avec l'Orchestre Métropolitain du Grand Montréal dirigé par Yannick Nézet-Seguin, alors jeune chef d'orchestre.
Quand il évoque ses débuts il fait d'abord référence à son rôle dans une version d'opéra de la comédie musicale Starmania où il chantait le rôle de Johnny Rockfort, rôle tenu par Daniel Balavoine lors de la création d'origine, chanteur à l'ambitus considérable, capable de suraigus de ténor tout autant que de graves de baryton. C'était en 2008 à Montréal et les arrangements musicaux avaient été assurés par le chef d'orchestre Simon Leclerc.
Et en 2009, il est l'un des participants au gala organisé pour le trentenaire de l'opéra de Montréal, Trente airs pour nos trente ans, à l'occasion duquel il chante « O sainte médaille…Avant de quitter ces lieux » de Faust de Gounod en 2009 et à nouveau en 2010 avec cette fois, '« È sogno, o realta » de Falstaff et le duo « a quest’ora » dans Pagliacci.
Toujours à Montréal en 2009, il chante Silvio dans Pagliacci aux côtés du ténor canadien Marc Hervieux, dans le cadre d'un diptyque associant l'œuvre de Leoncavallo au Gianni Schicchi de Puccini, puis un Marcello remarqué dans la Bohème en mai 2011 pour la clôture de la saison et son premier Valentin dans Faust de Gounod en 2012.

### Carrière internationale
C'est le rôle de Figaro dans le Barbier de Séville, qu'il chante à Berlin et à Munich qui lui ouvre des portes des scènes internationales à partir de 2008. Il fait aussi ses débuts en France à l’Opéra de Marseille en 2007 dans ce rôle-titre du Barbier de Séville avant de chanter Papageno dans La Flûte enchantée en mars 2008 à l’Opéra de Tours.
En avril 2013, il fait ses débuts à l’Opéra d’Avignon en interprétant Figaro, puis, le mois suivant, il se produit à l’Opéra du Rhin en Zurga dans Les Pêcheurs de Perles de Bizet puis à Angers en 2014.
Et la renommée de la création mondiale de Dead Man Walking de Jake Heggie, où il incarne le rôle principal en 2013, dépasse largement les frontières du Québec et le cadre de l'Opéra de Montréal. Dans Resmusica, le critique Jacques Hétu note alors « C’est assurément, à ce jour, le rôle le plus important de la carrière du jeune baryton Étienne Dupuis. Il est bouleversant de vérité » quand La Presse, quotidien de Montréal titre « le rôle d'une vie pour Etienne Dupuis ».
Le label du Palazzetto Bru Zane enregistre alors en Août 2013 le rare Thérèse de Massenet dans le cadre du festival de Radio France Occitane Montpellier pour en sortir un CD pour une version intégrale de référence où il chante le rôle d'André Thorel
En 2015, il est le Comte Almaviva dans Les Noces de Figaro à l’Opéra de Calgary au Canada. Il interprète pour la première fois Rodrigo, le marquis de Posa dans Don Carlos de Verdi au Deutsche Oper de Berlin en compagnie de Rollando Villazon et presque simultanément, il prend le rôle-titre d’Eugène Onéguine de Tchaïkovski, enchainant dans la même journée la répétition de l'un et la représentation de l'autre. C'est dans cet Eugène Onéguine qu'il rencontre la soprano Nicole Car qui deviendra sa femme. La même année, il est l’Horloge comtoise et Le Matou dans L’Enfant et les sortilèges et Ramiro dans L’Heure espagnole de Ravel au Festival de Glyndebourne.
En 2016, il fait des débuts à l’Opéra de Paris dans Iphigénie en Tauride mis en scène par Warlikowski où il chante Oreste aux côtés du Pylade de Stanislas de Barbeyrac.
Après sa prise du rôle d’Albert dans Werther au Grand théâtre du Liceu en 2017, il est Jacques de Lusignan dans La Reine de Chypre de Jacques-Fromental Halévy en version de concert au Théâtre des Champs-Élysées, sous la direction d'Hervé Niquet dans le cadre d'un enregistrement du Palazzetto Bru Zane. Il chante Athanaël dans une version concert de Thaïs à l'Opéra d'Australie avant de prendre le rôle-titre masculin de Pelléas et Mélisande dans la mise en scène de Robert Wilson à l’Opéra de Paris.
En 2019 il incarne le rôle-titre de  Don Giovanni à l’Opéra de Paris au mois de juin aux côtés du Leporello de Philippe Sly, dans une nouvelle production de Ivo Van Hove. En octobre de la même année, toujours.à l'opéra de Paris il succède à Ludovic Tézier en Posa, dans la reprise de Don Carlo, mis en scène par Warlikowski, en version italienne cette fois.
À l’Opéra de Montréal, il a participé aux créations mondiales de Les Feluettes de Kevin March et Another Brick in the Wall du compositeur québécois Julien Bilodeau, d’après The Wall des Pink Floyd.
En 2021, il participe à nouveau à un enregistrement du label Palazzetto Bru Zane, la comédie musicale Passionnément d'André Messager dans le rôle de Robert Perceval aux côtés de sa femme Nicole Car, dans le rôle de Julia ainsi qu'à celui des mélodies symphoniques de Massenet en 2022. En septembre 2022 il est le comte de la Luna dans le Trovatore aux côtés de sa compatriote Marie-Nicole Lemieux à Montréal et en novembre 2022 à l'opéra de Lyon puis au Théâtre des Champs-Elysées, il chante Herode dans le rare Herodiade de Massenet aux côtés de Nicole Car en Salomé.
Toujours aux côtés de Nicole Car, et avec Ludovic Tézier dans le rôle-titre, il est Paola Albiani dans Simon Boccanegra à l'Opéra de Paris en 2024

## Vie privée
Il est l'époux de la soprano australienne Nicole Car avec qui il a eu un garçon en 2018.

## Enregistrements
L’Aiglon de Arthur Honegger et Jacques Ibert, avec l'Orchestre Symphonique de Montréal sous la direction de Kent Nagano, Label : Decca, ASIN B018WS9HQE
Thérèse de Jules Massenet avec Alain Altinoglu et l’Orchestre de l’Opéra de Montpellier, label Presto Classical, ASIN 8493968641
Il a enregistré un CD solo, Love Blows as the Wind Blows de Coallier, Butterworth, Bush, Barber, Label Atma Classique, ASIN B00T3J3GCI. Dans cet enregistrement, Étienne Dupuis interprète un cycle de mélodies du compositeur anglais George Butterworth qui donne son titre à l'album du baryton Étienne Dupuis. Il y chante aussi un autre cycle de mélodies anglaises rarement enregistré Farewell, Earth’s Bliss de Geoffrey Bush, de même que Dover Beach, une œuvre de jeunesse de Samuel Barber. On y trouve aussi quatre mélodies du compositeur québécois Réjean Coallier sur des poèmes de Sylvain Garneau. Étienne Dupuis interprète également l’attachant Danny boy, dans un arrangement pour voix et quatuor à cordes.Il est accompagné par les musiciennes du Quatuor Claudel-Canimex.
Il a encore enregistré Usher House de Gordon Getty avec la participation de Benedict Cumberbatch chez PentaTone Classics.